# Gnishik
Gnishik (in armeno Գնիշիկ?) è un comune di 39 abitanti (2001) della Provincia di Vayots Dzor in Armenia.